# 섀시 캡

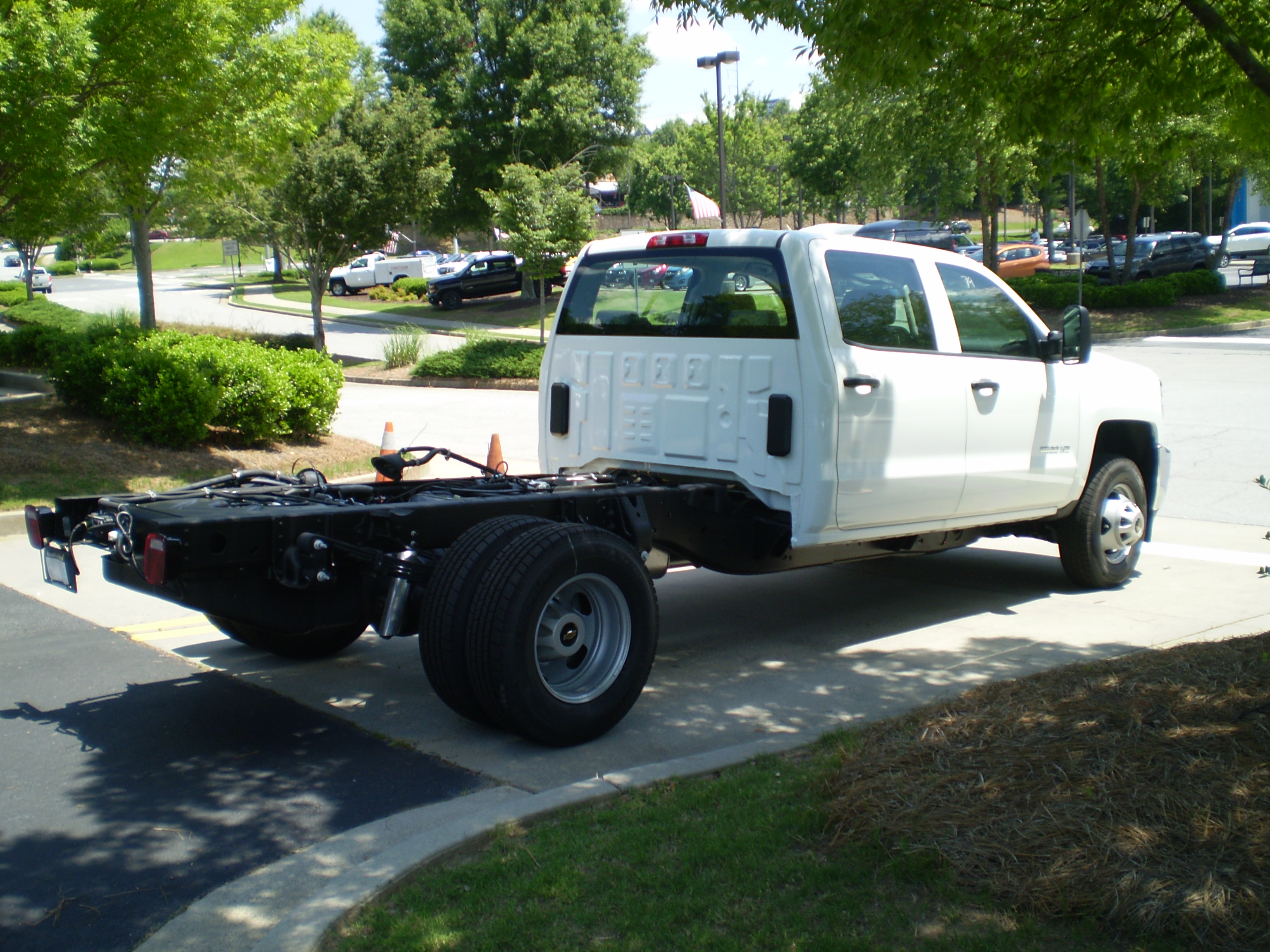
쉐보레 실버라도 섀시 캡

섀시 캡(영어: Chassis cab)은 종종 중형 트럭 상용차에서 볼 수 있는 차량 구조의 한 유형이다.
공장에서 미리 조립된 평판, 화물 컨테이너 또는 기타 장비를 고객에게 제공하는 대신, 고객에게는 섀시 레일과 캡만 있는 차량이 제공된다. 이를 통해 고객은 소방차, 구급차 또는 레크리에이션 차량 개조 패키지와 같이 원하는 애프터마켓 장비를 추가할 수 있으며, 이는 고객의 특정 요구에 맞게 사용자 정의할 수 있다.
컷어웨이 밴 섀시는 유사한 차량이지만 후면에 특정 구성 요소가 있는 반면, 섀시 캡은 일반적으로 추가 구성 요소가 없다.

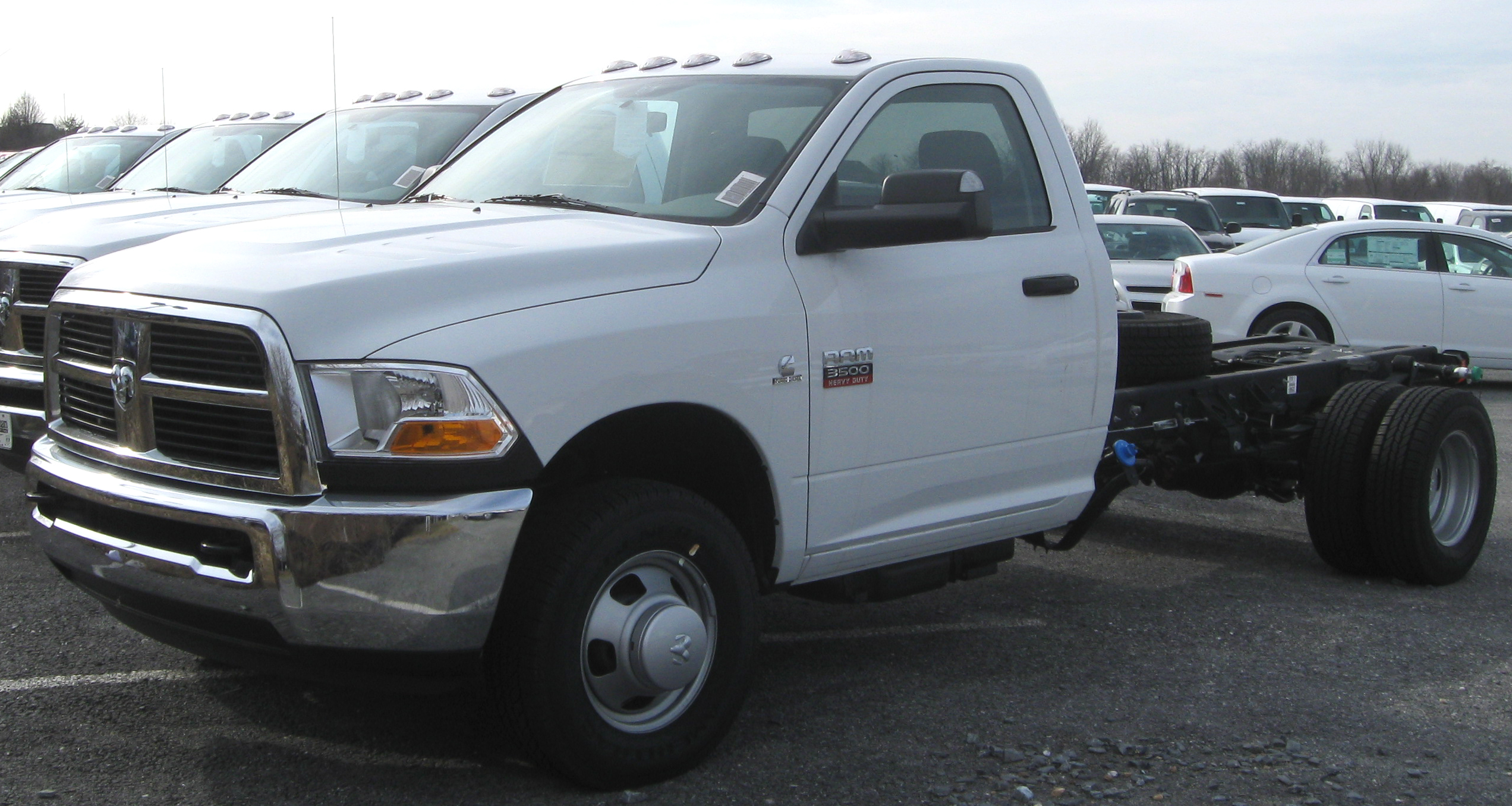
2011 램 3500 섀시 캡

이러한 유형의 차량은 포드, 쉐보레/GMC, 및 램 (자동차)에서 생산한다.

## 역사
1950년대의 많은 자동차들이 장의차, 구급차, 슈팅 브레이크로 개조하기 위해 코치빌더에게 섀시 캡 형태로 공급되었다. 오스틴 모터스는 오스틴 시어라인과 오스틴 프린세스 모델을 섀시 캡 구성으로 생산했다.